# Ergänzungstruppenteil
Ein Ergänzungstruppenteil ist ein nichtaktiver, personell fast ausschließlich mit Reservisten gebildeter Truppenteil der Reserve der Bundeswehr. Er wird im Bedarfsfall aktiviert. Die Reservisten gehören der Verstärkungsreserve an.

## Anzahl und Dienstposten
Beim Heer wurden in der Struktur HEER2011 18 Ergänzungstruppenteile als Kompanien in aktiven Verbänden aufgestellt und 9 als Bataillone. Weitere existieren bei der Luftwaffe und der Streitkräftebasis. Die Marine hat keine Ergänzungstruppenteile, jedoch verfügt das Seebataillon in seiner Küsteneinsatzkompanie (KEK) über einen 5. Einsatzzug als Ergänzungstruppenteil.
6500 Dienstposten (seit dem III. Quartal 2014) sind zur Aufstellung von zwölf Ergänzungstruppenteilen (Typ 1 mit aktiven Anteilen oder Typ 2 ohne aktive Anteile) ausgewiesen, die mit ausgewählten Fähigkeiten die Durchhaltefähigkeit der aktiven Truppe erhöhen sollen. Weitere 600 Dienstposten sind für die Aufstellung von fünf Ergänzungstruppenteilen auf Kompanieebene bereitgestellt, die an ZMZ-Stützpunkte angebunden sind.

## Ergänzungstruppenteile Heer, Luftwaffe und Streitkräftebasis
Die Ergänzungstruppenteile wurden mit ausgewählten Fähigkeiten zur Gefahrenabwehr aufgestellt. Dies umfasst im Besonderen die Bereiche ABC-Abwehr und Pionierwesen, doch auch Panzergrenadier- und Heeresaufklärungsfähigkeiten sind in diesen Truppenteilen abgebildet.
Diese Ergänzungstruppenteile sind je einem aktiven Verband in einem Coleurverhältnis zugeordnet und werden durch den jeweils vorgesetzten Großverband, in der Regel durch die dem aktiven Verband truppendienstlich vorgesetzte Brigade, geführt. Der Auftrag der Ergänzungstruppenteile besteht darin, den jeweiligen aktiven Verband nach vorangegangener Alarmierung im gesamten Aufgabenspektrum zu verstärken. Ein teilweiser bzw. geschlossener Einsatz als eigenständiger Truppenteil neben dem Couleurverband ist nicht vorgesehen. Somit entfällt eine Ausstattung der Ergänzungstruppenteile mit Großgerät, da auf Gerät des im Einsatz befindlichen Truppenteils zurückgegriffen wird. Die Bildung von Couleurverhältnissen hat folgende Vorteile: Erstens besteht zwischen aktivem und Ergänzungstruppenteil eine enge Verbindung in Bezug auf Ausbildung und interne Abläufe. Die Ausbildung der Reservisten erfolgt am Großgerät der aktiven Truppe. Zweitens werden technische Änderungen und die Einführung von neuem Gerät für die Reservisten sofort umgesetzt und die Handlungssicherheit bei der Nutzung des im Einsatzfall eingesetzten Geräts erhöht.

### Heeres-Ergänzungstruppenteile
- 2 Unterstützungs- und Einsatzbataillone, der beiden Panzerdivisionen
- 1 Panzerbataillon
- 1 Panzerkompanie
- 2 Pionierbataillone
- 2 Panzergrenadierbataillone
- 1 Jägerbataillon
- 3 Pionierkompanien
- 3 Aufklärungskompanien
- 3 Gebirgsjägerkompanien
- 3 Artilleriebatterien
- 2 Fallschirmjägerkompanien
- 4 Versorgungskompanien
- 1 Fernmeldekompanie

Im Einzelnen:
| Ergänzungstruppenteil, Stationierung                | Coleur/Unterstellung |
| --------------------------------------------------- | --- |
| Unterstützungsbataillon Einsatz 1, Oldenburg        | Divisionstruppen (DivTr) 1. Panzerdivision (1. PzDiv)                                                                                          |
| Unterstützungsbataillon Einsatz 10, Veitshöchheim   | DivTr 10. Panzerdivision (10. PzDiv) |
| Gebirgspanzerbataillon 8, Pfreimd                   | nicht aktives Bataillon, vormals aktive Kompanien wurden zur Neuaufstellung des Panzerbataillons 363 herangezogen, untersteht Panzerbrigade 12 |
| 6./Panzerbataillon 203, Augustdorf                  | nichtaktive Kompanie im aktiven Panzerbataillon 203, untersteht wiederum Panzerbrigade 21                                                      |
| Schweres Pionierbataillon 901, Havelberg, teilaktiv | Divisionstruppen 1. PzDiv |
| Pionierbataillon 905, Ingolstadt                    | Gebirgspionierbataillon 8, untersteht wiederum DivTr 10. PzDiv                                                                                 |
| Panzergrenadierbataillon 908, Viereck               | Panzergrenadierbataillon 411, untersteht wiederum Panzergrenadierbrigade 41                                                                    |
| Panzergrenadierbataillon 909, Marienberg            | Panzergrenadierbataillon 371 |
| Jägerbataillon 921, Schwarzenborn                   | Jägerbataillon 1 |
| 6./Aufklärungslehrbataillon 3 „Lüneburg“, Lüneburg  | Aufklärungslehrbataillon 3 „Lüneburg“, untersteht wiederum Panzerlehrbrigade 9                                                                 |
| 5./Aufklärungsbataillon 13, Gotha                   | Aufklärungsbataillon 13, untersteht wiederum Panzergrenadierbrigade 37                                                                         |
| 5./Gebirgsaufklärungsbataillon 230, Füssen          | Gebirgsaufklärungsbataillon 230, untersteht wiederum Gebirgsjägerbrigade 23                                                                    |
| 6./Gebirgsjägerbataillon 231, Bad Reichenhall       | Gebirgsjägerbataillon 231, untersteht wiederum Gebirgsjägerbrigade 23                                                                          |
| 6./Gebirgsjägerbataillon 232, Bischofswiesen        | Gebirgsjägerbataillon 232, untersteht wiederum Gebirgsjägerbrigade 23                                                                          |
| 6./Gebirgsjägerbataillon 233, Mittenwald            | Gebirgsjägerbataillon 233, untersteht wiederum Gebirgsjägerbrigade 23                                                                          |
| 8./Artillerielehrbataillon 325, Munster             | Artillerielehrbataillon 325, DivTr 1. PzDiv |
| 7./Artillerielehrbataillon 345, Idar-Oberstein      | Artillerielehrbataillon 345 |
| 6./Artilleriebataillon 131, Weiden                  | Artilleriebataillon 131, DivTr 10. PzDiv |
| 11./Fallschirmjägerregiment 26, Zweibrücken         | Fallschirmjägerregiment 26, untersteht wiederum Luftlandebrigade 1                                                                             |
| 11./Fallschirmjägerregiment 31, Seedorf             | Fallschirmjägerregiment 31, untersteht wiederum Luftlandebrigade 1                                                                             |
| 5./Versorgungsbataillon 7, Unna                     | Versorgungsbataillon 7 |
| 5./Versorgungsbataillon 142, Hagenow                | Versorgungsbataillon 142, untersteht wiederum Panzergrenadierbrigade 41                                                                        |
| 5./Versorgungsbataillon 131, Bad Frankenhausen      | Versorgungsbataillon 131, untersteht wiederum Panzergrenadierbrigade 37                                                                        |
| 5./Gebirgsversorgungsbataillon 8, Füssen            | Gebirgsversorgungsbataillon 8, untersteht wiederum Gebirgsjägerbrigade 23                                                                      |
| 4./Fernmeldebataillon 10, Veitshöchheim             | Fernmeldebataillon 10 untersteht wiederum der 10. Panzerdivision                                                                               |

### Luftwaffen-Ergänzungstruppenteil (ohne aktive Anteile)
- III. Bataillon Objektschutzregiment der Luftwaffe (Stab und 3 Staffeln SpezlInfObjSLw)

### Streitkräftebasis (vmtl. nicht vollständig)
- Das Wachbataillon beim Bundesministerium der Verteidigung verfügt mit der 8./ und 9./WachBtl BMVg über zwei Ergänzungskompanien.
- ABC-Abwehrbataillon 906
- ABC-Abwehrbataillon 907
- 6. Kompanie/ABC-Abwehrbataillon 7
- 6. Kompanie/ABC-Abwehrbataillon 750
- 6./Logistikbataillon 172 nichtaktive Transportkompanie
- 6./Logistikbataillon 461 nichtaktive Transportkompanie
- 6./Logistikbataillon 472 teilaktive Umschlagkompanie
- 10./11./12./ Kompanien der drei Feldjägerregimenter des Kommando Feldjäger der Bundeswehr

## Ergänzungstruppenteile ZMZ
Ergänzungstruppenteile ZMZ erhöhen im Rahmen von Hilfeleistungen der Bundeswehr bei Naturkatastrophen und besonders schweren Unglücksfällen an ausgewählten Standorten Deutschlands die militärischen Fähigkeiten der dort stationierten aktiven Verbände. Hierzu sind 600 Dienstposten aus der Verstärkungsreserve in drei Pionierkompanien und zwei ABC-Abwehrkompanien ausgeplant. Diese Einheiten sind so ausgeplant und ausgerüstet, dass sie neben ihrem Auftrag innerhalb der zugeordneten Verbände besondere Fähigkeiten abbilden, die bei Hilfeleistungen von besonderer Bedeutung sind. So sind die drei Pionierkompanien mit jeweils einem aktiven Zug (26 aktive Dienstposten) und sechs Pionierpanzern Dachs zum Bergen und Räumen ausgestattet. Im Alarmierungsfall wachsen diese Pionierkompanien jeweils mit bis zu 100 Reservisten auf. Die Pionierkompanien sind an den ZMZ-Stützpunkten Havelberg, Marienberg und Viereck aufgestellt. Die zwei ABC-Abwehrkompanien (ohne aktive Anteile) sind mit jeweils 150 Reservisten an den Standorten Höxter (Coleurtruppenteil ABC-Abwehrbataillon 7) und Bruchsal (Coleurtruppenteil ABC-Abwehrbataillon 750) aufgestellt.